# Entführung der Miss Macao
Die Entführung der Miss Macao ereignete sich am 16. Juli 1948. An diesem Tag verunglückte eine für die Macao Air Transport Company betriebene Consolidated PBY-5A Catalina der Cathay Pacific, nachdem Entführer versuchten, die Maschine unter ihre Gewalt zu bringen und das Amphibienflugzeug infolge des Handgemenges in das Perlflussdelta stürzte. Bei dem Unfall wurden von den 26 Personen an Bord der Maschine 25 Personen getötet, lediglich einer der Entführer überlebte. Bis heute handelt es sich um den schwersten Zwischenfall einer Maschine des Typs Consolidated PBY.

## Maschine
Bei der verunglückten Maschine handelte es sich um ein Flugboot beziehungsweise Amphibienflugzeug des Typs Consolidated PBY-5A Catalina, das in den 1930er- oder 1940er-Jahren gebaut und zunächst höchstwahrscheinlich militärisch eingesetzt wurde. Da die Werknummer nicht bekannt ist, ist über die Betriebsgeschichte der Maschine wenig bekannt, lediglich, dass sie gebraucht durch die Cathay Pacific Airways übernommen und mit dem Luftfahrzeugkennzeichen VR-HDT wiederzugelassen wurde. Die Maschine war mit 30 Sitzplätzen für Passagiere sowie zwei Sternmotoren vom Typ Pratt & Whitney R-1830-92 ausgerüstet, die eine Leistung von je 882 kW (1200 PS) hatten.

## Kontext
Der Lufttransport von Hongkong nach Macau begann im November 1935. Pan American Airlines flog die Strecke einmal pro Woche mit einem Amphibienflugzeug mit vier Propellern. Im Dezember 1941 wurde die Flugverbindung aufgrund des Ausbruchs des Pazifikkrieges ausgesetzt. Im Jahr 1948 wurde der Flugverkehr zwischen den beiden Orten wieder aufgenommen. Da Macau zu diesem Zeitpunkt keinen Flughafen hatte, musste das Flugzeug in den Gewässern des neuen Hafens außerhalb des als „Shiji“ bekannten Hafens gelandet werden.
Im April 1948 gründeten der portugiesische Milliardär Pedro Luobao aus Macau und der chinesische Milliardär Liang Chang gemeinsam die in Hongkong registrierte Macau Air Transport Co., Ltd. Luobao war der Vorsitzende und Liang Chang war der Manager. Die offizielle Gründung erfolgte am 4. April desselben Jahres, das Flugzeug wurde „Miss Macau“ getauft. Der Flugbetrieb wurde offiziell am 9. April 1948 aufgenommen.

## Passagiere und Besatzung
Den Flug von Macau nach Hongkong hatten 23 Passagiere angetreten, von denen vier Entführer waren. Es befand sich eine dreiköpfige Besatzung an Bord. Flugkapitän war der US-Amerikaner Dale Cramer.

## Ereignishergang
Rund sieben oder acht Minuten nach dem Start von der Flugbootbasis Porto Exterior stürmten vier Entführer das Cockpit und entführten die Maschine. Drei der Entführer trugen Handfeuerwaffen bei sich und bedrohten den Flugkapitän. Die Entführer beabsichtigten, die Maschine an einem entlegenen, küstennahen Ort landen zu lassen, dort die Passagiere auszurauben und diese als Geiseln zu nehmen, um Lösegeldforderungen zu erheben. Die Cockpitbesatzung versuchte, die Entführung abzuwehren. Der Flugkapitän widersetzte sich den Forderungen der Entführer. Der Erste Offizier griff einen der Entführer mit einer Signalflagge, nach anderen Quellen mit einer Brechstange an. Es kam zu einem Handgemenge, bei dem Schüsse abgefeuert wurden. Einer der Schüsse traf den Flugkapitän am Kopf, welcher daraufhin über der Steuersäule zusammensackte. Die Maschine geriet daraufhin außer Kontrolle und schlug nach einem Sturzflug auf dem Wasser auf.

## Nach dem Unfall
Bei dem Unfall kamen 25 der 26 Insassen der Maschine ums Leben. Einziger Überlebender war der Chinese Wong Yu (黃裕; 黄裕; Wong Yue; Huáng Yù), der zu der Entführergruppe gehört hatte. Yu überlebte schwer verletzt, nachdem er die Maschine kurz vor dem Aufprall auf dem Wasser durch den hinteren Notausstieg verlassen hatte. Wong Yu wurde durch die Polizei von Macau angeklagt, die jedoch empfahl, die Verhandlung bezüglich Entführung in Hongkong stattfinden zu lassen, da die entführte Maschine dort zugelassen gewesen war und auch die meisten Passagiere aus Hongkong stammten. Die britische Kolonialregierung von Hongkong gab an, dass sich der Zwischenfall über Gewässern der Volksrepublik China ereignet hatte, womit sich der Fall aus ihrem Zuständigkeitsbereich entzog. Wong Yu wurde schließlich ohne einen Gerichtsprozess am 11. Juni 1951 aus dem Zentralgefängnis in Macau entlassen und nach China abgeschoben. 